# Fame (álbum)
Fame é o segundo álbum de estúdio da cantora jamaicana-americana Grace Jones. Foi lançado em 1978, pelo selo Island Records.O disco é o segundo da trilogia de álbuns que a cantora lançou em seu período disco.
Após o relativo sucesso após o lançamento do seu álbum debut, Grace Jones e Tom Moulton planejaram um sucessor de Portfolio. Fame gravado no estúdio "Sigma Sound Studios" na Filadélfia,consiste de faixas no estilo disco music,repetindo a fórmula do álbum anterior. Da mesma forma que Portfolio,o Lado A consiste em um medley contínuo
e o Lado B novamente abre com uma interpretação de um clássico da música francesa,sendo dessa vez a canção de Jacques Prévert: "Les Feuilles mortes",cantada em inglês e intitulada "Autumn Leaves". No encarte do álbum Grace dedicou o mesmo a Jean-Paul Goude ("dedicated with love to a true Artist, Jean-Paul Goude").
A versão canadense do LP,incluí outro clássico da música francesa: "Comme un oiseau qui s'envole" quem em sua versão em inglês chamou-se "All on a Summers Night",a mesma foi lançada como B-side do single "Do or Die" em outras localidades. Na versão japonesa "Comme un oiseau qui s'envole" foi adicionada ao invés de "Below the Belt",que na Itália também foi omitida, mas para dar lugar a "Anema e core". Várias das canções do álbum,inclusive "Anema e core" foram performadas no programa italiano: "Stryx" no final de 1978.
O álbum foi mais um grande sucesso de Grace Jones, o single triplo "Do or Die/Fame/Pride" atingiu a posição #3 no chart da Billboard Dance Club Play, fazendo com que Fame entrasse no Top 10 da mesma parada.Os outros singles do álbum foram "Autumn Leaves (Les Feuilles Mortes)", cover do cantor francês Jacques Prévert e "Am I Ever Gonna Fall in Love in New York City".
Fame foi lançado em CD em 1990,mas logo deixou de ser comercializado. Em Novembro de 2011,o álbum foi remasterizado e lançado pela gravadora Gold Legion,uma gravadora especializada em relançar clássicos da disco music.

## Faixas
1. "Do Or Die" (Jack Robinson, James Bolden) - 6:47
2. "Pride" (Jack Robinson, James Bolden) - 6:23
3. "Fame" (Jack Robinson, Gil Slavin) - 5:37
4. "Autumn Leaves (Les Feuilles Mortes)" (Jacques Prévert, Johnny Mercer, Joseph Kosma) - 7:02
5. "All on a Summers Night" (Jack Robinson, James Bolden) - 4:17
6. "Am I Ever Gonna Fall in Love in New York City" (Jack Robinson, Vivienne Savoie Robinson, James Bolden) - 5:28
7. "Below the Belt (La Vieille Fille)" (Grace Jones, Pierre Papadiamondis) - 4:43

## Charts
| Chart                                 | Peak position |
| ------------------------------------- | ------------- |
| Canadá (Dance/Urban)                  | 5             |
| Itália                                | 15            |
| Suécia                                | 22            |
| Estados Unidos                        | 97            |
| Estados Unidos (Top R&B/Black Albums) | 57            |